# San Benito (Guatemala)
San Benito é uma cidade da Guatemala do departamento de El Petén.